# Karışık kızartma

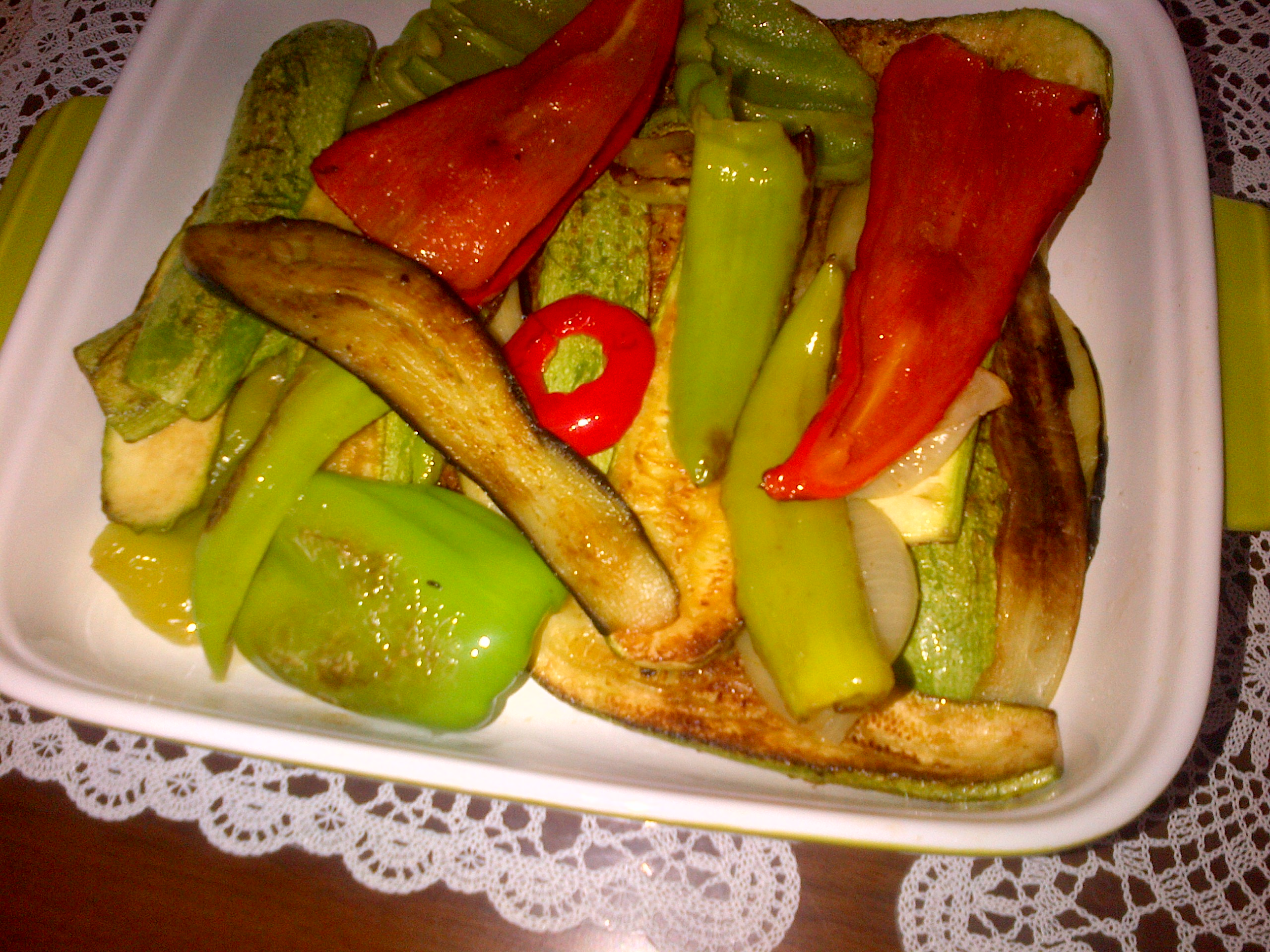
Una safata de karışık kızartma sense salsa

Karışık kızartma (lit. fregides mixtes) és un plat de la cuina turca que consisteix en verdures fregides barrejades, que generalment es fa d'albergínies, carabassó, i de pebrots verds i vermells. Alguns hi afegeixen també patates i pastanagues. Totes aquestes verdures es fregeixen amb oli de cuinar, de vegades d'oliva i després s'eixuguen amb paper de cuina, per treure'n l'excés d'oli. Se salen i se serveixen amb una salsa de tomàquet feta, a l'estiu, amb tomàquets naturals i, a l'hivern, amb salça. Com molts plats de la cuina turca, aquest menjar també es pot acompanyar amb salsa de iogurt amb all.

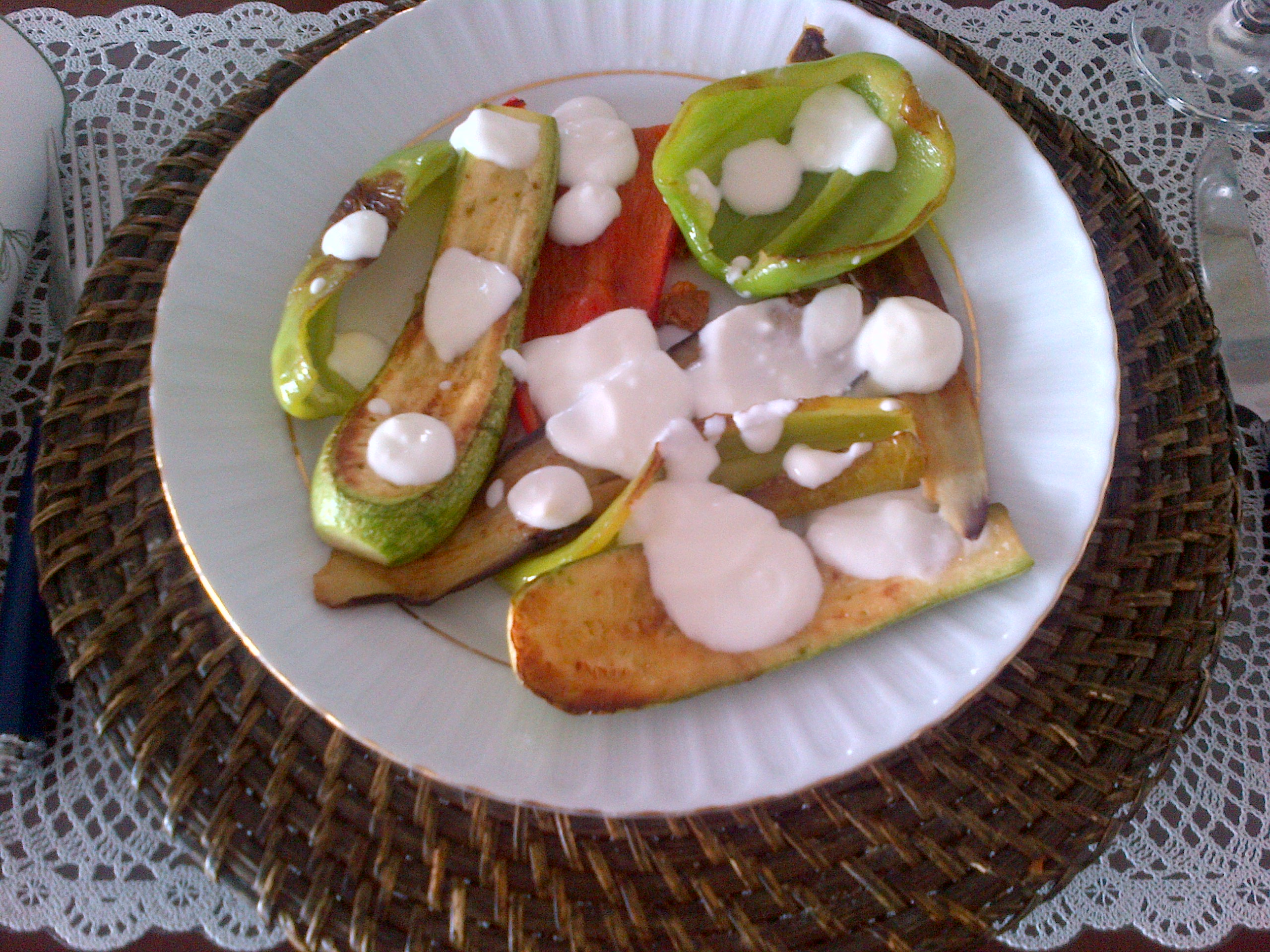
Una porció de karışık kızartma amb salsa de iogurt